# Аджлун (замок)
Замок Аджлун (араб. قلعة عجلون) — замок на північному заході Йорданії, споруджений в XII столітті. Збудований в стратегічному місці династією Аюбідів під час хрестових походів задля захисту мусульманських земель. Стоїть на вершині пагорба та оточений трьома ваді (сухими руслами) долини річки Йордан. Впродовж багатьох століть навколо замку розрослося велике йорданське місто, Аджлун.

## Етимологія
Назва Аджлун походить від імені християнського ченця, який жив на цій горі у візантійський період. Замок стоїть на руїнах монастиря, сліди якого були виявлені під час археологічних розкопок.
Околиці, що розросталися навколо замку, дали йому іншу назву — Кала-ер-Рабад, що буквально перекладається як «замок передмістя».

## Історія
Аджлунський замок був споруджений на місці старого монастиря в 1184 році Іззом ед Діном Усамою, генералом армії Салаха ед Діна. Замок контролював рух дорогою, що сполучала Дамаск та Єгипет. За словами історика Баха ед Діна Ібн Шаддада, фортеця була побудована передусім для того, щоб допомогти владі в Дамаску контролювати племена бедуїнів. Ці племена мали достатньою автономією, щоб стати союзниками хрестоносців, тому в один момент вони встановили свій табір поруч із фортецею Госпітальєрів у Бельвуарі на протилежному боці долини Йордану. Таким чином Аджлунський замок є однією з небагатьох мусульманських фортець, побудованих Аюбідами задля захисту своєю території від набігів хрестоносців, які могли прийти з Бейт-Шеану чи Бельвуару на заході та з Ель-Караку на півдні.
Через своє вдале розташування фортеця домінувала на широкій ділянці північної долини Йордана та забезпечувала контроль над трьома основними коридорами, що вели до неї. Неподалік від Аджлуну, за кілька миль на південь від Галілейського моря, християнським Єрусалимським королівством був споруджений замок Бельвуар.

### Перша будівля
Спершу замок мав чотири кутові вежі, з'єднані між собою куртинами та подвійними воротами. Прорізи стріл були вбудовані в товсті стіни, що були оточені рвами завширшки 16 метрів і глибиною 12-15 метрів.

### Розширення
Після смерті Усами в 1214—1215 роках замок був значно розширений Айбаком Ібн Абдуллою, губернатором мамлюків. Було додано нову вежу в південно-східному куті і збудувано браму.
Замок втратив своє військове значення після захоплення Карака Аюбідами в 1187 році. У середині XIII століття замок був переданий Юсефу Ібн Аюбу, королю Алеппо та Дамаску, який відновив північно-східну вежу та використовував замок як адміністративний центр.
У 1260 році монголи зруйнували частини замку, зокрема його зубчасті стіни. Незабаром після перемоги мамелюків над монголами при Айн-Джалуті, султан ад Дахер Бейбарс (народився в Криму) відновив замок, що потім використовувався як склад врожаю та провіанту. Напис, знайдений у південно-західній вежі замку, повідомляє, що замок був також відремонтований губернатором Іззом ед Діном Айбеком.
За османських часів всередині замку розміщувався контингент із п'ятдесяти солдатів. Протягом першої чверті XVII століття принц Фахр ед Дін аль Мані II використовував його під час битви проти Ахмада Ібн Тарбея. Коли в 1812 році швейцарський мандрівник Йоганн Людвіг Буркгардт завітав до замку, в ньому мешкало близько сорока людей.
Два великі руйнівні землетруси завдалих шкоди замку в 1837 та 1927 роках. Нещодавно йорданське Міністерство зі справ старожитностей спонсорувало програму реставрації та укріплення стін Аджлуну.

## Туризм

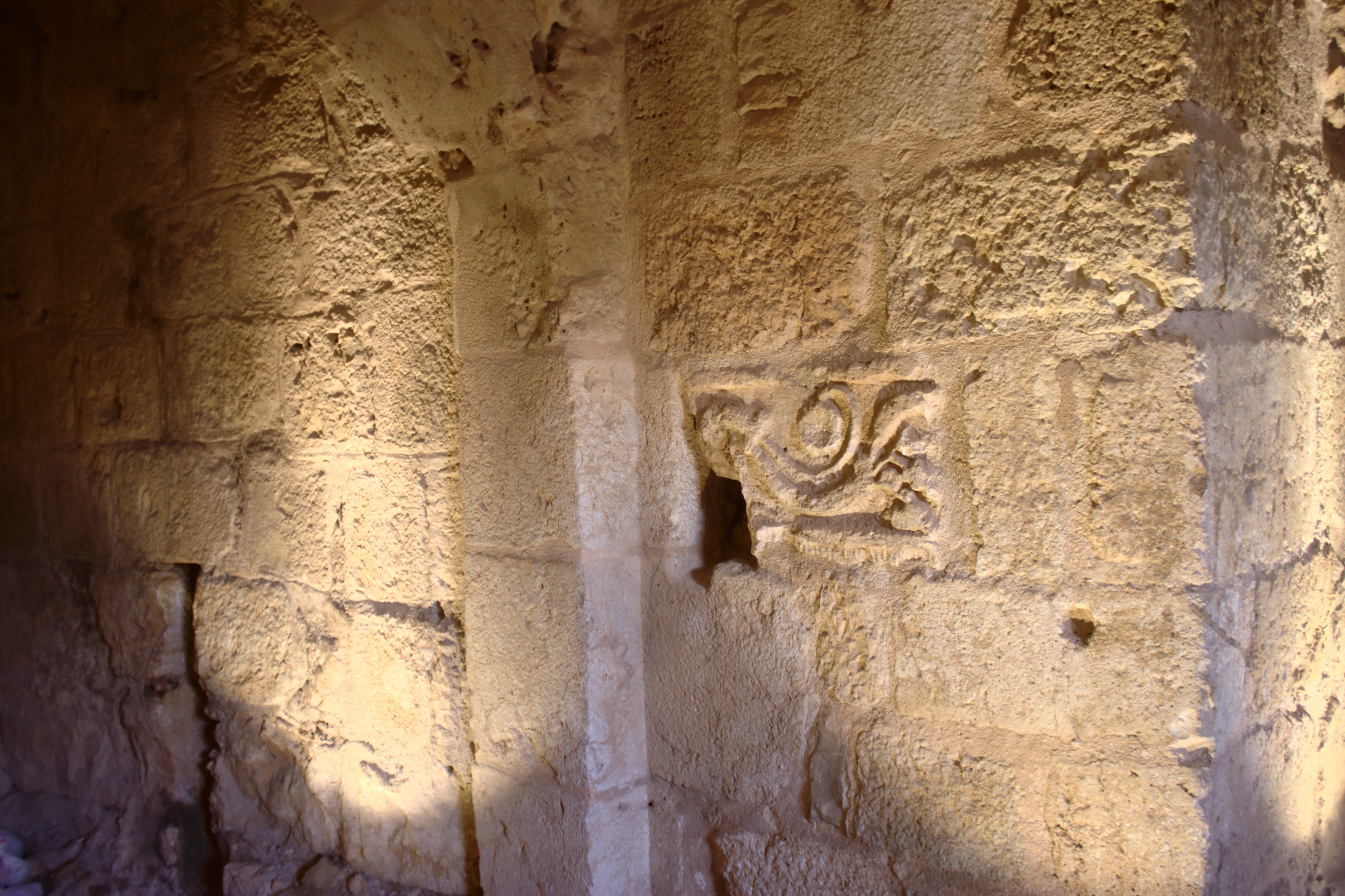
Внутрішні стіни

Замок Аджлун відкритий для відвідувань туристів. Вхід доступний майже до всіх приміщень замку. Усередині знаходиться також музейна виставка з багатьма цікавими артефактами різних періодів регіону.